# Araneus fuscinotus
Araneus fuscinotus là một loài nhện trong họ Araneidae.
Loài này thuộc chi Araneus. Araneus fuscinotus được Embrik Strand miêu tả năm 1908.